# Tango (1998)
Tango (Originaltitel: Tango, no me dejes nunca) ist ein spanisch-argentinischer Tango-Film von Carlos Saura aus dem Jahr 1998. Der Film erhielt Oscar und Golden Globe Nominierungen als bester ausländischer Film.

## Handlung
Nachdem der berühmte Theaterregisseur und Tangotänzer Mario Suárez von seiner Freundin und wichtigsten Tänzerin Laura verlassen wurde, plant er sein nächstes Projekt, ein Musical über Tango. Eines Abends stellt ihm sein Hauptinvestor Angelo Larroca die hübsche junge Tänzerin Elena Flores vor und bittet ihn, ihr eine Rolle zu geben. Mario beginnt eine Affaire mit ihr, obwohl sie Angelos Geliebte ist und dieser sie bedroht, falls sie ihn verlässt. Daneben sind die Investoren unzufrieden mit der gewalttätigen Darstellung militärischer Unterdrückung und Folter aus Argentiniens Vergangenheit. Bei der Generalprobe kommt es zur Eskalation.

## Kritik
„Brillant fotografierter und choreografierter Film über Argentinien, den Tango und das Altern, dessen verfremdendes Spiel mit Ironie und Pathos auf Dauer ermüdet, als opulente Historie des Tango aber dennoch überzeugt.“

## Auszeichnungen (Auswahl)
- Nominierung in der Kategorie Bester fremdsprachiger Film für den Oscar 1999.
- Nominierung in der Kategorie Bester fremdsprachiger Film für den Golden Globe Award 1999.
- Gewinner des Goya for Besten Ton.
- Gewinner des Prix Vulcain de l’artiste technicien 1998.